# Indigo Partners
 (novembre 2020).
Indigo Partners LLC est une société de capital-investissement américaine spécialisée dans la création et le développement des compagnies aériennes ultra-low-cost. 
Elle exploite principalement des avions de la famille Airbus A320
,,,,,,.
Indigo Partners LLC  détient une participation majoritaire dans deux importantes compagnies aériennes en Amérique : Frontier Airlines et JetSmart, ainsi que des participations dans la compagnie aérienne mexicaine low-cost Volaris et dans la compagnie européenne low-cost Wizz Air, tandis qu'un partenariat avec Enerjet est prévu pour lancer un nouveau transporteur canadien ultra-low-cost. Indigo Partners a été cofondé par Bill Franke qui a mis en place un certain nombre de compagnies aériennes à bas-coûts dans le monde. Son siège est à Phoenix, en Arizona.

## Histoire
Lors du salon aéronautique de Dubaï de novembre 2017, Indigo Partners a signé un protocole d'accord pour 430 Airbus de la famille A320 : 273 A320neo et 157 A321neo pour 49,5 milliards de dollars (146 avions iront à Wizz Air, 134 à Frontier Airlines, 80 à Volaris et 70 à JetSmart. Wizz Air obtiendra 72 A320neo et 74 A321neo, Frontier Airlines 100 A320neo et 34 A321neo, Volaris 46 A320neo et 34 A321neo et JetSmart 56 A320neo et 14 A321neo.
Les livraisons commenceront en 2021, principalement en 2025-2026 depuis les usines Airbus de  Toulouse, France et Mobile, Alabama. Wizz Air avait précédemment commandé 110 A321neo au Salon du Bourget 2015 et sa flotte passera à 300 avions d'ici 2025. Frontier Airlines a reçu son premier Airbus de Mobile en 2018 et sa flotte triplera à 200, pouvant transporter 50 millions de passagers en 2026.
Le 29 novembre 2018, Indigo Partners a conclu un accord préliminaire pour acheter le transporteur low-cost islandais WOW air après que le groupe Icelandair ait abandonné son rachat.
Le 22 mars 2019, il a été annoncé qu'Indigo Partners avait retiré son offre d'achat de WOW air.